# Oumar Ben Salah
Oumar Ben Salah (ur. 2 lipca 1964 w Abidżanie) – piłkarz z Wybrzeża Kości Słoniowej, występujący podczas kariery na pozycji napastnika.

## Kariera piłkarska
Oumar Ben Salah w swojej karierze występował w Stade d’Abidjan i drugoligowych klubach francuskich FC Sète, Avignon Foot 84 oraz Le Mans Union Club 72. W Ligue 2 wystąpił łącznie w 165 meczach i strzelił 33 bramki.

## Kariera reprezentacyjna
Oumar Ben Salah występował w reprezentacji Wybrzeża Kości Słoniowej. W 1984 uczestniczył w przegranych eliminacjach do Mistrzostw Świata 1986. W 1986 wystąpił w Pucharze Narodów Afryki, na którym WKS zdobyło brązowy medal, a w 1988 roku w Pucharze Narodów Afryki 1988. W 1989 uczestniczył w przegranych eliminacjach do Mistrzostw Świata 1990.
W 1992 roku uczestniczył w największym sukcesie w historii WKS w postaci zdobycia Pucharu Narodów Afryki. Na tej imprezie Ben Salah wystąpił we wszystkich trzech meczach z Algierią, Zambią i Kamerunem. W tym roku wystąpił w pierwszej edycji Pucharu Konfederacji, który nosił wówczas nazwę Pucharu Króla Fahda. Na tym turnieju po porażkach z Argentyną i reprezentację USA Wybrzeże Kości Słoniowej zajęło ostatnie, czwarte miejsce. Ben Salah wystąpił w obu meczach. W 1992 i 1993 uczestniczył w przegranych eliminacjach do Mistrzostw Świata 1994.